# Happy End
Der Scheinanglizismus Happy End (englisch happy ending) heißt wörtlich übersetzt „glückliches Ende“.
Im allgemeinen Sinne ist damit jedes positive Ende einer Ereignisfolge gemeint, die auch von Schwierigkeiten und Widrigkeiten geprägt ist oder sein kann. Sinngemäß verwandt wird auch das Sprichwort „Ende gut, alles gut“. In Märchen ist auch die Schlussformel „…und sie lebten glücklich bis ans Ende ihrer Tage“ üblich.
Der englische Begriff ist durch die Filmkunst in Gebrauch gekommen. Der Begriff Happy End bezieht sich somit ursprünglich auf einen Kinofilm, wird aber auch auf eine Serie, einen Roman oder eine Erzählung wie beispielsweise ein Märchen angewendet. Hier ist der übliche positive Abschluss der jeweiligen Handlung der Erzählung gemeint, insbesondere der Erfolg der Hauptfiguren. Typische Beispiele für Happy Ends sind z. B. Filmschlüsse, bei denen Verliebte ein Paar werden, eine Bombe rechtzeitig entschärft wird, der scheue Professor seine Ängste überwindet, die Welt gerettet wird usw.
In der Filmindustrie wird ein Happy End gerne als Dénouement eingesetzt, um beim Zuschauer einen positiven Gesamteindruck des Filmes zu hinterlassen. Ein Happy End kann aber auch einen negativen Eindruck bewirken, weshalb es von der Filmindustrie nicht ohne Bedenken verwendet wird. Rainer Erler äußerte rückblickend auf seine Zeit als Regieassistent in den 1950er Jahren: „Da stand oft bis kurz vor Drehschluß nicht fest, ob es ein Film mit Happy-End oder ein sogenannter ›künstlerischer‹ Film werden sollte“.
Kurt Tucholskys bekanntes Gedicht Danach schließt mit den Worten:
„Und darum wird beim Happy End im Film jewöhnlich abjeblendt.“
Die italienische Entsprechung des Happy End, das oder der Lieto fine, ist z. B. ein fester Bestandteil der Opera seria und der Opera semiseria.

## Wiener Schluss
Kaiser Joseph II. erklärte 1776 per Dekret, dass Stücke im Wiener Burgtheater ein glückliches Ende haben sollten und keine traurigen Begebenheiten vorkommen durften, um die kaiserlichen Zuschauer nicht in eine schlechte Stimmung zu bringen. Viele Stücke mussten deswegen geändert und mit einem Wiener Schluss versehen werden, beispielsweise Romeo und Julia oder Hamlet. Nach dem Tod Josephs II. 1790 wurden seine Theaterreformen und viele andere seiner Neuerungen zurückgenommen.